# 臺中市公園列表
臺中市公園列表收錄臺中市境內各公園。

## 大型公園
| 北區： - 臺中公園 - 中正公園 (北區) 東區： - 樂成公園 - 東英公園 - 東峰公園 南區： - 半坪厝公園（原崇倫公園） - 健康公園 西屯區： - 臺中都會公園 - 臺中中央公園 - 秋紅谷廣場 - 潮洋環保公園 - 市政公園 - 文修公園 - 西大墩公園 - 夏綠地公園 - 中科林厝公園（常稱「林厝公園」） - 中科水崛頭公園（常稱「水崛頭公園」） | 北屯區： - 北屯萬坪公園（單元十二，又稱「南興公園」） - 南興公園 - 廍子公園 - 北屯公園 - 敦化公園 - 舊社公園 - 民俗公園 - 水景玫瑰公園 - 四張犁公園 - 新都生態公園 南屯區： - 豐樂雕塑公園（常稱「豐樂公園」） - 南屯河濱公園（筏子溪門戶迎賓水岸廊道） - 望高寮夜景公園 - 文心森林公園 | 后里區： - 后里環保公園（花田拼布公園） - 臺中花博后里森林園區 豐原區： - 中正公園 (豐原區) - 葫蘆墩公園 東勢區： - 東勢河濱公園 大里區： - 大里東湖公園 - 竹仔坑環保生態園區 太平區： - 馬卡龍公園 - 坪林森林公園 霧峰區： - 臺灣省議會紀念園區 | 大甲區： - 中正公園 (大甲區) 外埔區： - 臺中花博外埔園區 大雅區： - 橫山公園 神岡區： - 圳前仁愛公園 大肚區： - 大肚山自然公園 清水區： - 鰲峰山市鎮公園 |

## 運動公園
| 太平區： - 太平運動公園 - 祥順運動公園 大里區： - 大里運動公園 霧峰區： - 霧峰運動公園 烏日區： - 烏日運動公園 | 豐原區： - 三陽運動公園 后里區： - 后里運動公園（后里國中舊校區） 潭子區： - 潭子運動公園 神岡區： - 新庄休閒運動公園 | 大肚區： - 大肚運動公園 - 大肚環保運動公園 沙鹿區： - 臺中港區運動公園 梧棲區： - 梧棲運動公園 清水區： - 清水區運五公園 - 牛埔仔運動公園 大甲區： - 永信運動公園 |

## 鄰里型公園
| 中區： - 柳川水岸景觀步道 - 新盛綠川水岸廊道 東區： - 大智公園 - 東福公園 - 東門兒童公園 - 干城公園 - 樂利公園 - 樂業寵物公園 - 泉源公園 - 仁和公園 - 三賢公園 - 一心公園 - 祖聖公園 南區： - 長春公園 - 大慶公園 - 福平公園 - 福順公園 - 復健公園 - 江川公園 - 民興公園 - 南平公園 - 樹義公園 - 新榮公園 西區： - 朝陽公園 - 大益公園 - 大忠公園 - 東興公園 - 公館公園 - 公益公園 - 光明公園 - 苦楝樹公園 - 藍興公園 - 梅川生態親水公園 - 民龍公園 - 上公館公園 - 臺中文學公園 - 土庫公園 - 細兒215公園 - 樂群公園 - 忠誠公園 - 忠明公園 - 忠勤公園 - 自立公園 北區： - 長青公園 - 崇德榕園 - 進化廣場 - 賴明公園 - 梅川公園 - 山西公園 - 尚德公園 - 太原公園 - 同心公園 - 武昌公園 - 曉明公園 - 英才公園 - 英士公園 - 育強公園 - 中德公園 - 中清公園 - 豬事圓滿公園 | 北屯區： - 博愛公園 - 補鼎仔公園 - 廍新公園 - 大德公園 - 東光公園 - 東新公園 - 豐田公園 - 和福公園 - 和平里921地震公園 - 和祥公園 - 錦上公園 - 荔枝老樹公園 - 景福公園 - 景美公園 - 景賢公園 - 九甲公園 - 軍福公園 - 軍功公園 - 陸光公園 - 旅順公園 - 清平公園 - 仁愛公園 - 仁和公園 - 三分埔公園 - 三甲公園 - 瀋陽公園 - 水湳公園 - 四平公園 - 松和公園 - 松勇公園 - 松竹公園 - 同榮公園 - 祥和公園 - 原住民主題公園 - 中台公園 - 自然感官體驗公園 - 豬事圓滿公園 西屯區： - 長安公園 - 朝貴公園 - 成都公園 - 重慶公園 - 大墩公園 - 大福公園 - 大鵬公園 - 大仁公園 - 大容公園 - 東大公園 - 逢甲公園 - 福安兒童公園 - 福星公園 - 甘肅公園 - 港興公園 - 公一之三公園 - 廣昌公園 - 國安一號公園 - 何厝公園 - 河南公園 - 宏恩公園 - 華美公園 - 惠安公園 - 惠誠公園 - 惠來公園 - 惠順公園 - 惠中公園 - 青海公園 - 三信公園 - 上安公園 - 世斌公園 - 世貿公園 - 五龍公園 - 西安公園 - 西屯公園 - 小來公園（臺中市惠來遺址） - 中仁公園 | 南屯區： - 豐富公園 - 楓香公園 - 公93公園 - 惠義公園 - 南屯公園 - 南苑公園 - 社區公園 - 田新公園 - 文昌兒童公園 - 文山公園 - 向心兒童公園 - 鎮平公園 - 正心公園 太平區： - 八德公園 - 蝙蝠洞公園 - 廍子坑清水公園 - 長億公園 - 地震公園 - 豐年公園 - 福平公園 - 福星公園 (太平區) - 河堤公園 - 建國公園 - 建平公園 - 甲堤公園 - 九二一震災紀念公園 - 立德公園 - 立文公園 - 麗園公園 - 太平車籠埔頂坪公園 - 太平兒1公園 - 新福公園 - 新光兒童公園 - 新坪公園 - 宜昌公園 - 宜佳公園 - 宜樂公園 - 宜平公園 - 宜欣公園 - 永成公園 - 永億公園 - 正誠公園 - 中平公園 大里區： - 大里公園 - 大里河濱公園 - 大明兒童公園 - 德芳兒童公園 - 國興公園 - 環保寶島花園 - 環保公園 - 積善公園 - 金城社區公園 - 藍花楹公園 - 內新新忠公園 - 鳥竹圍公園 - 青年公園 - 仁化里仁慈公園 - 仁堤公園 - 日新河濱公園 - 瑞城公園 - 十九甲健康公園 - 塗城里社區公園 霧峰區： - 阿罩霧公園 - 本堂公園 - 吉峰公園 - 霧峰北峰公園 烏日區： - 公二公園 - 廣五公園 - 湖日公園 - 鄰公三公園 - 麻園頭溪溪濱公園 - 明道公園 - 仁德公園 - 自治公園 - 烏日槌球場公園 - 烏日戰車公園 - 賢達公園 - 興祥公園 - 遊九公園 - 自治公園 | 豐原區： - 半張五分公園 - 慈濟公園 - 東豐自行車道親水公園 - 豐圳公園 - 葫蘆墩圳水岸花都 - 南陽公園 - 丘逢甲紀念公園 - 田心公園 - 翁明公園 - 西勢童樂公園 - 怡然園 - 中陽公園 后里區： - 后里四號公園 - 中部科學工業園區后里園區公園 - 中科崴立櫻花公園 - 中正公園 (后里區) 石岡區： - 萬興環保公園 東勢區： - 高簡生態公園 和平區： 新社區： - 馬力埔社區公園 - 新社環保公園 潭子區： - 大豐公園 - 東寶兒童公園 - 福仁環保公園 - 甘蔗崙廣場 - 公兒1公園 - 公兒2公園 - 公兒3公園 - 公兒五（櫻花）公園 - 公兒5-2（第一期）公園 - 栗林公園 - 石牌公園 - 潭子環保公園 - 頭家公園 大雅區： - 大榮公園 - 大雅公園 - 大雅區戰車公園 - 大雅河濱公園 - 大雅中科公園 - 六寶公園 - 汝鎏公園 - 三和公園 - 通山公園 - 文雅兒童公園 神岡區： - Khuvuichoi公園 - 豐洲公園 - 社口親慈公園 - 社興公園 - 神岡福德兒童公園 - 神岡消防公園 - 新興公園 - 圳堵公園 | 大肚區： - 環保公園 - 日光郡社區動態公園 - 熊大大花園 - 知高圳王田社區公園 沙鹿區： - 六福公園 - 洛泉公園 - 鹿鳴公園 - 明秀公園 - 南勢溪公園 - 青年公園 - 青山公園 - 沙鹿公園 - 沙鹿兒童公園 - 公館公園 - 三角公園 - 三鹿公園 - 舞衫生態公園 - 鎮立公園 龍井區： - 亨德紀念公園 - 龍井河濱公園 - 拍瀑拉-水裡社公園 - 水師寮兒童公園 梧棲區： - 頂魚寮公園 - 港區公園 - 南簡公園 - 世紀公園 清水區： - 大楊油庫休憩公園 - 槺新公園 - 清水高美植物園 大甲區： - 成功公園 - 國軍紀念公園 - 文武公園 - 遊三公園 外埔區： - 六分社區公園 - 石頭公園 - 外埔環保生態公園 - 親水公園 大安區： - 龜殼生態公園 |

## 規劃興建中
- 臺中糖廠生態湖區
- 草湖溪山野生態河濱公園
- 大甲運動公園

## 已不存在的公園
南屯區：
- 水安公園--现为台中捷运绿线水安宮站站前廣場

## 外部連結
- 台中市政府 （页面存档备份，存于）
- 臺中市建設局 公園景觀管理科 （页面存档备份，存于）
- 臺中市太平區公所-臺中市太平區公園綠地地圖 （页面存档备份，存于）